# Humanizer
Humanizer（ヒューマナイザー）は、2009年1月21日に発売した、m.o.v.eの通算9枚目のオリジナルアルバムである。

## 概要
- 約3年振りとなるオリジナルアルバム。
- 今回は楽曲のタイアップが『頭文字 ARCADE STAGE 5』と『頭文字D EXTREME STAGE」のみである。
  - 『頭文字D ARCADE STAGE 5』関連の楽曲はこのアルバムが初収録(発表時と時期が重なっているためシングルでは発売おらず、また、昨年に既に発売されている『頭文字D ARCADE STAGE 5』のオリジナルサウンドトラックにも未収録である)。
- テーマは「BACK TO THE BASIC(原点回帰)」。4つ打ちダンスビートに仕上がっている。

## 収録曲

### CD
1. Overture of "Humanizer"
2. BLAZABILITY
  - アーケードゲーム『頭文字D ARCADE STAGE 5』 オープニング曲
3. DIVE INTO STREAM
  - ゲームソフト『頭文字D EXTREME STAGE』オープニング曲
4. HYPNOTIZER
5. KISS ME NOW
6. Party Nation
7. Step Into Shangri-La
8. Don't Cry For Me
9. KEEP ON MOVIN' 
  - ゲームソフト『頭文字D EXTREME STAGE』エンディング曲
10. BEAUTIFUL DESIRE～ウツクシキ欲望～
11. Dim light,starlight
12. Lady Butterfly
  - アーケードゲーム『頭文字D ARCADE STAGE 5』 エンディング曲
13. Love Addiction
14. 蒼穹のflight(S2800 32MB MIX)
  - ゲームソフト『頭文字D EXTREME STAGE』に収録された曲のリミックス